# Rostanga setidens
Rostanga setidens is een slakkensoort uit de familie van de Discodorididae. De wetenschappelijke naam van de soort is voor het eerst geldig gepubliceerd in 1939 door Odhner.